# Relaciones Estados Unidos-Imperio Otomano
Después de 1780, los Estados Unidos comenzaron a mantener relaciones diplomáticos con países de África del Norte y con el Imperio otomano.

## Historia de relaciones

### Tributo estadounidense al Imperio otomano
El 5 de septiembre de 1795, el primer ministro de los Estados Unidos a Portugal, David Humphreys, firmó un tratado con Hassan Bashaw, el Dey de Argel y sus súbditos para que Estados Unidos pague indefinidamente un tributo anual de 12 000 cequíes argelinos al rey (el equivalente a 21 600 dólares de la época, o mediante la conversión de costo de trabajo, el equivalente a unos 20 millones de dólares actuales aproximadamente). 
Además, el tratado incluía el pago inicial de $642 500 dólares en especies (monedas de plata) para la paz, la liberación de capturados estadounidenses, gastos y varios regalos para la corte real del Dey y su familia. El tratado original fue escrito en turco entre los vasallos autónomos otomanos del Norte de África "los estados bárbaros" y los Estados Unidos de América.

### Las guerras berberiscas de los Estados Unidos
A principios del siglo XIX, los EE. UU. lucharon las guerras berberiscas contras los estados de la Berbería, los cuales se encontraban bajo suzeranía otomana.
En 1825, durante la guerra de Independencia de Grecia y las guerras civiles griegas de 1823-1825, la marina estadounidense condujo operaciones antipiratería en el mar Egeo. Grecia y el Egeo estuvieron bajo control otomano hasta que Grecia consiguió su independencia en 1829. El primer borrador de la Doctrina Monroe, escrita en 1823, incluía un pasaje alabando a los revolucionarios griegos, aunque el pasaje fue eliminado.
En 1831, Estados Unidos envió su primer delegado formal al Imperio otomano, David Porter. El imperio y los Estados Unidos en ese momento tenían a sus representantes en el nivel de "Enviado extraordinario y ministro plenipotenciario". Sinan Kunelralp, autor de "Ottoman Diplomatic and Consular Personnel in the United States of America, 1867-1917" (en español: "Personal diplomático y consular otomano en los Estados Unidos de América) escribió que el imperio carecía de justificación razonable de abrir una misión diplomática debido a la distancia entre ambos países. Wasti escribió que "no había apuro real del lado otomano en enviar delegaciones diplomáticas a Washington D. C."
La primera visita oficial otomana a Estados Unidos, en 1850, duró seis meses, quien realizó la visita fue Emin Bey, visitando algunos muelles allí. Dos oficiales otomanos, uno siendo Edouard Blak Bey, quien presintió el ascenso de Estados Unidos, abogó, sin éxito, por la instalación de una misión diplomática allí a principios de la década de 1850. El primer consulado honorario otomano en Estados Unidos abrió sus puertas en mayo de 1858.
En 1866 el ministro de asuntos exteriores otomano Mehmed Emin Âli Pasha rechazó comenzar una delegación a los Estados Unidos ese año después de haber revisado de la propuesta del embajador otomano a Francia, Safvet Pasha. El ministerio cambió de idea cuando los líderes percibieron los reportes estadounidenses sobre la revuelta cretense (1866-1869) como desacertados y decidieron que era necesario presentar su punto de vista. Por lo tanto, el imperio envió su primera delegación permanente a EE. UU. en 1867, creando la delegación otomana en Washington. Desde el comienzo del desarrollo de las relaciones diplomáticas otomanas en la década de 1830 pasaron más de tres décadas hasta la llegada de la delegación permanente en Estados Unidos, Kuneralp escribió que este suceso fue comparativamente tardío.
Blak fue el primer enviado a Washington. Kuneralp escribió que el puesto en Washington no fue considerad importante por el gobierno otomano, es por eso que algunos oficiales rechazaron el puesto y otros fueron convencidos de no tomarlo. Citó los casos del ministro en Florencia, Rüstern Bey y Osman Nizami Pasha, quienes declinaron el puesto en 1867 y 1912, respectivamente. Hubo un total de nueve enviados previo a 1877 cuando se estableció la embajada. Después hubo un total de 13 embajadores.
Mustafa Shekib Bey, en 1904, recomendó que los otomanos nombrasen al levantino, Armand Guys, como el adjunto comercial, indicando que las relaciones comerciales se habían incrementado.
En 1906, Estados Unidos mejoró su representación en Constantinopla al nivel de embajada.
El aspecto más importante de la diplomacia estadounidense a fines del siglo XIX, hasta 1914, involucraba la protección de los cientos de misionarios protestantes en el Imperio otomano.

### Problemas con los armenios
A Abdul Hamid II le desagradaba que los estadounidenses pidiesen ayuda por los armenios, como resultado, le quitó las credenciales diplomáticas a Mustafa Shekib y eligió no mejorar la misión al estatus de embajada. Shekib, no pudo presentar sus credenciales al presidente, aunque los problemas se relajaron con el tiempo.

### Rebelión Moro en las Filipinas
En 1899, John Milton Hay, secretario de Estado estadounidense, le pidió al embajador en el Imperio otomano, Oscar Straus, que le pidiese al Sultán Abdul Hamid II que escribiese una carta a los musulmanes Moro Sulu del Sultanato Sulu en las Filipinas diciéndoles que se rindieran ante el dominio militar estadounidense y aceptasen su suzeranía (ver Guerra filipino-estadounidense). El Sultán obedeció y escribió la carta que fue enviada a Sulu por la Meca. Dos jefes Sulus la enviaron y fue exitosa ya que se negaron a unirse a los insurrectos y se pusieron bajo el control del ejército estadounidense, reconociendo así la soberanía de los mismos.
Abdul Hamid utilizó su posición como califa para ordenarle al Sultán Sulu que no se resistiese y que no pelease contra los estadounidenses. El presidente McKinley no mencionó el rol de los otomanos en el proceso de paz de los Moros filipinos en su discurso de apertura del cincuagésimo sexto Congreso en diciembre de 1899 ya que el acuerdo con el Sultán de Sulu no fue enviado al Senado hasta el 18 de diciembre . A pesar de la visión panislámica de Sulu, él aceptó la petición de Straus para evitar hostilidades entre los musulmanes y occidente. El Sultán sulu fue persuadido por el Sultán otomano.
En 1904, la Rebelión Moro comenzó entre los estadounidenses y los musulmanes Moro. Los Estados Unidos cometieron atrocidades contra las mujeres y niños Moro, como en la masacre del Cráter Moro.

### Revolución de los jóvenes turcos
La revolución de los jóvenes turcos removió a Abdul Hamid II del poder en 1908 y oficiales más afines a Estados Unidos lo reemplazaron. A la delegación otomana en Washington se le designó una embajada en 1909, a la cual se le dio el rango de segunda clase; el Imperio otomano en el momento le daba rangos de importancia a sus embajadas.
Durante la Presidencia de William Howard Taft, una de las estrategias estadounidenses fue la de involucrarse en negocios en vez de confrontaciones militares, esta política fue conocida como diplomacia del dólar. Falló con respecto al Imperio otomano debido a la oposición del embajador estadounidense del momento, Oscar Straus y a la vacilación turca bajo la presión de las potencias europeas arraigadas económicamente en el Imperio que no deseaban ver competición estadounidense. El comercio estadounidense se mantuvo como un factor menor.

### Primera Guerra Mundialy elgenocidio armenio
Henry Morgenthau era el embajador estadounidense en el Imperio otomano durante la Primera Guerra Mundial, hasta 1916. Morgenthau criticó el triunvirato de los Tres Bajás debido al genocidio armenio e intentó conseguir ayuda para los armenios. Jesse B. Jackson, cónsul en Alepo, también ayudó a los armenios. Morgenthau fue reemplazado por Abram Isaac Elkus, quien sirvió desde 1916 hasta 1917.
Los otomanos cortaron los lazos diplomáticos con Estados Unidos el 20 de abril de 1917 después de la declaración de guerra estadounidense contra Alemania el 4 de abril de ese mismo año. Los Estados Unidos nunca le declararon la guerra al Imperio otomano. Las relaciones diplomáticas normales fueron restablecidas con el estado sucesor del imperio, Turquía, en 1927.

## Misiones diplomáticas
Las misiones diplomáticas estadounidenses en el imperio incluyeron:
- Constantinopla (Estambul) Delegación/Embajada 
  - Estaba ubicada en Pera, ahora conocido como Beyoglu.[22]
- Alepo
  - Cónsul: Jesse B. Jackson
- Beirut
- Brusa (Bursa)
- Harput/Kharpert (Ahora Elazig)
  - Comenzó el 1 de enero de 1901 con Thomas H. Norton como el cónsul.[23] No tenía experiencia previa en relaciones internacionales ya que Estados Unidos había comenzado recientemente a establecer su red diplomática[24] El consulado fue establecido para asistir misionarios. El ministerio de seguridad interna otomano le dio un permiso de viaje, pero el Ministerio de Asuntos Exteriores inicialmente se negó a reconocerle el consulado.[23] El edificio tenía tres pisos, un muro y un jardín con árboles de moras.[25] Davis observó el genocidio armenio.[26] Davis escondió a unos 80 armenios en las tierras del consulado. Su mandato terminó en 1917 con el cese de las relaciones entre los otomanos y Estados Unidos.[25]
- Jerusalén
- Mersin
- Samsun
- Esmirna

Las misiones diplomáticas otomanas en Estados Unidos incluyeron:
- Washington D. C. (Embajada) Clasificado como "una embajada de segunda clase".[19]
- Ciudad de Nueva York (Consulado General)
  - Establecido después de la década de 1880 para monitorear actividad anti otomana. La ciudad de Nueva York había servido previamente como un consulado honorario y recibió una incrementada inmigración desde el imperio. Alexandros Mavrogenis había abogado para un consulado general completo y poco después, debido a que Nueva York tenía más importancia para el imperio que Washington, le pidió al gobierno otomano para el envío de un vicecónsul a Nueva York. Los cónsules de ambas ciudades comenzaron a pelear por el poder.[27] Kuneralp escribió que el conflicto entre el cónsul en Nueva York, Refet Bey y su contraparte en Washington, Yusuf Ziya Pasha, "tomó dimensiones casi épicas"[28]
- Boston (Consulado General)
  - Establecido en 1910 para vigilar a los armenios en EE. UU.[28]

Consulados honorarios otomanos en EE. UU.:
- Baltimore
  - William Grange sirvió como cónsul honorario, elegido por Blak.[27]
- Boston (más tarde reemplazado por un consulado-general)
  - Joseph Yazidiji, un ciudadano otomano fue cónsul honorario[27]
- Chicago[27]
- Nueva Orleans
  - J. O. Nixon fue cónsul honorario, seleccionado por Blak.[27]
- Ciudad de Nueva York (más tarde reemplazado con un consulado-general)[27]
- Filadelfia[27]
- San Francisco[27]
- Baltimore/Washington D. C. (más tarde reemplazado con una embajada/delegación)
  - George Porter se convirtió en el cónsul honorario en Washington/Baltimore en mayo de 1858.[27]

### Ministros otomanos y embajadores a los EE.UU.
- Edouard Blak Bey  - 1867-[8]
- Gregory Aristarchis Bey[8]
- Hüseyin Tevfik Pasha[8]
- Alexandros Mavrogenis Bey[13]
- Mustafa Tahsin Bey - Muerto de tuberculosis poco después de tomar el cargo[13]
- Ali Ferruh Bey[13]
- Mustafa Shekib Bey[13]
- Mohammed Ali Bey al-Abed conocido como Mehmed Ali Bey[13]
- Hüseyin Kazım Bey[13] - Nombrado como el primer embajador[10]
- Yusuf Ziya Pasha[13]
- Ahmet Rüstem Bey conocido como Alfred de Bilinsky, el último embajador otomano[13]

El gobierno otomano decidió continuar con la misión diplomática con un cargo, Hüseyin Avni Bey, después de comenzada la Primera Guerra Mundial, este terminó con el corte de lazos diplomáticos en abril de 1917.
Kuneralp declaró que estos oficiales eran "figuras interesante" pero que no hubo "un Wellington Koo" entre ellos y "ellos no brillaron en sus carreras diplomáticas", ya que el gobierno otomano no veía este puesto como algo importante. También declaró que Madame Bey, esposa del primer secretario Sıtkı Bey, debido a su participación en la vida social estadounidense, era de las personas más conocidas en la comunidad diplomática otomana en los Estados Unidos.

### Embajadores estadounidenses al Imperio otomano
Chargé d'Affaires:
- George W. Erving (pre-1831)
- David Porter (13 de septiembre de 1831-23 de mayo de 1840)

Ministro residente:
- David Porter (1840-1843)
- Dabney Smith Carr (1844-1849)
- George Perkins Pantano (1850-1853)
- Carroll Spence (1854-1857)
- James Williams (1858-1861)
- Edward Joy Morris (1861-1870)
- Wayne MacVeagh (1870-1871)
- George H. Boker (1872-1875)
- Horacio Maynard (1875-1880)
- James Longstreet (1880-1881)
- Lewis Wallace (1881-1882)

Embajador Extraordinario y Plenipotenciario:
- Lewis Wallace (1882-1885)
- Samuel S. Cox (1885-1886)
- Oscar S. Straus (1887-1889)
- Solomon Hirsch (1889-1892)[31]
- David P. Thompson (1893)
- Alexander W. Terrell (1893-1897)
- James Burrill Angell (1897-1898)
- Oscar S. Straus (1898-1899)
- John G. A. Leishman (1901-1906)

- John G. A. Leishman (1906-1909)
- Oscar S. Straus (1909-1910)
- William Woodville Rockhill (1911-1913)
- Henry Morgenthau, Sr. (1913-1916)
- Abram I. Elkus (1916-1917)

## Lectura de profundización (en inglés)
- Cohen,  Naomi W.  "Embajador Straus en Turquía, 1909-1910: Una Nota sobre la Diplomacia del Dólar." Revisión Histórica del Valle de Misisipi 45.4 (1959) on-line
- DeNovo, John A. Políticas e Intereses americanos en Oriente Medio, 1900-1939 (1963), pp. 3-26.
- Fields, James A. América y el mundo mediterráneo, 1776-1882 (Princeton, 1969)
- Fisher, Sydney N. "Dos Siglos de Interés americano en Turquía," en David H. Pinkney y Theodore Ropp, eds., Un Festschrift para Frederick B. Artz (Duke UP, 1964), pp. 113-138. On-line de préstamo libre
- Gordon, Leland James. Relaciones americanas con Turquía, 1830-1930: Una Interpretación Económica  (Filadelfia, 1932)
- Kuneralp, Sinan. "Personal diplomático y consular otomano en Estados Unidos, 1867-1917." En: Criss, Nur Bilge, Selçuk Esenbel, Tony Greenwood, y Louis Mazzari (editores). Encuentros turcos americanos: Política y Cultura, 1830–1989 (Cambridge Scholars Publishing, 2011). ISBN 144383260X, 9781443832601. pp. 100-108.
- Trask, Roger R. La respuesta de Estados Unidos a la reforma y el nacionalismo turco, 1914-1939 (1971) pp 3–36 en años otomanos. On-line

- Datos: Q65050516